# 鶴見虹子
鶴見 虹子（つるみ こうこ、1992年9月28日 - ）は、埼玉県出身の日本の元女子体操選手。日本体育大学体育学部体育学科卒業。

## 略歴

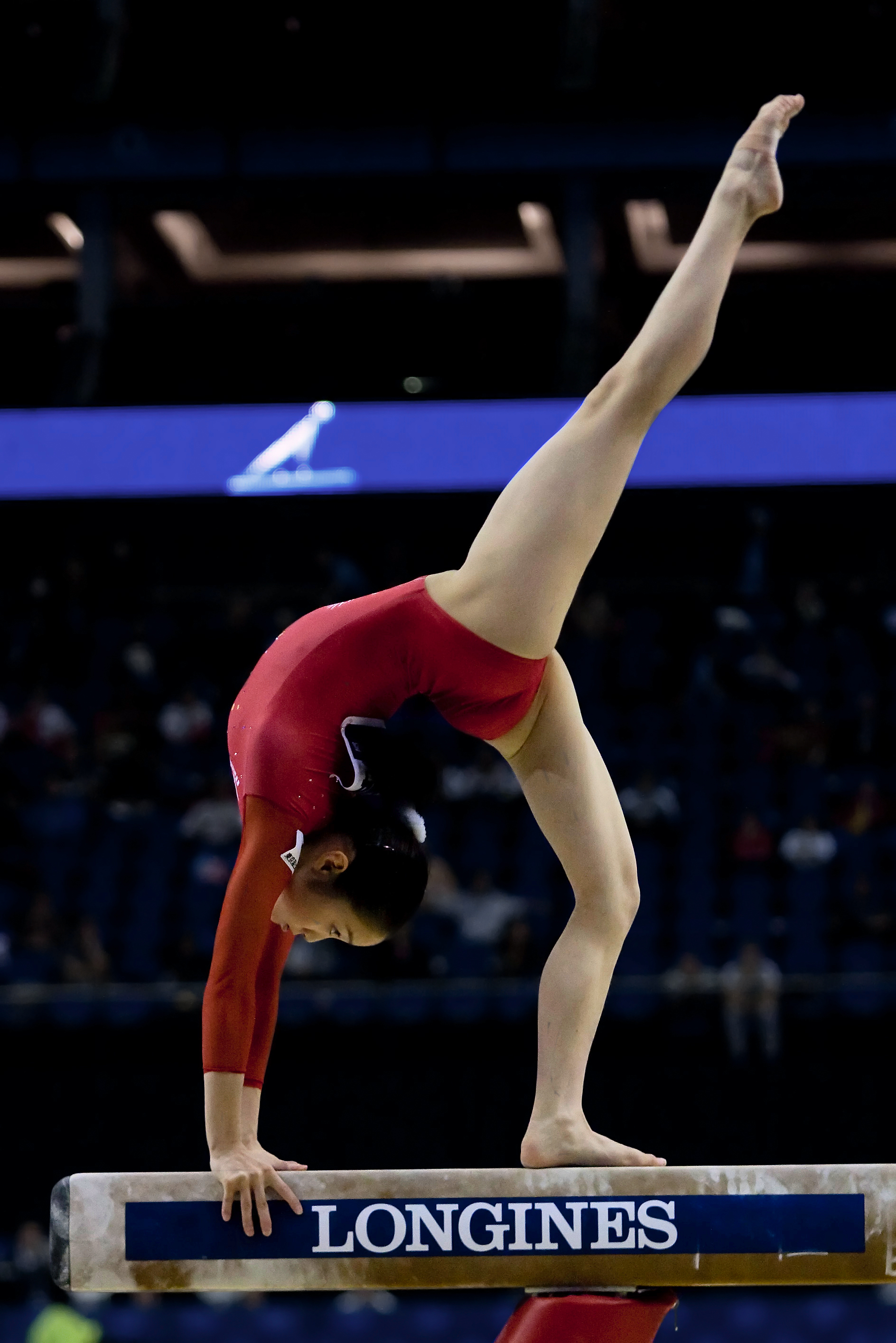

鶴見が5歳の時、姉が体操をやっていたことがきっかけで朝日生命体操教室に通い始めた。中国人コーチの陶暁敏にその才能を認められ、基本を徹底的に叩きこまれてきた。後に才能を認められ、コーチ推薦が必要な専門コース（クラブ）・朝日生命体操クラブの一員となる。
2006年（平成18年）、全日本選手権女子個人総合で鶴見は基本技術に裏打ちされた難易度の高い構成（A得点）と美しい姿勢による実施（B得点）により、同じクラブ所属の先輩、上村美揮と同点ながら、14歳1ヶ月で初優勝。
藤村女子中学校卒業後は体操競技に専念するため藤村女子高には進まず、大智学園高等学校（通信制普通科、単位制）へ入学し朝日生命を引き続き拠点にした。2007年（平成19年）NHK杯個人総合で、鶴見のクラブの先輩でもある石坂真奈美の大会5連覇を阻止し初優勝した。世界選手権代表に選ばれ、同大会の団体で12位に入り、オリンピックの12年ぶり団体出場権獲得に貢献する。個人総合でも日本女子で唯一決勝に進み、15位に入る健闘を見せた。
2008年（平成20年）、NHK杯個人総合で連覇を狙ったが負傷の影響から精彩を欠き、段違い平行棒の着地転倒・平均台での落下などのミスで競技中に号泣してしまうが4位となり初のオリンピック代表に選出された。北京オリンピックではエースとしてロス五輪以来24年ぶりとなる団体総合の入賞（5位）に大きく貢献した。また個人総合でも決勝進出を果たし、17位となった。種目別の平均台では落下などのミスはあったものの、8位入賞と大健闘を見せた。
2009年（平成21年）6月、NHK杯個人総合で優勝し、2位の上村美揮とともに世界選手権代表に選ばれた。同年7月に行われたジャパンカップでは団体で銅メダルを獲得する。個人総合でも4位入賞を果たした。10月、ロンドン（イギリス）で行われた世界選手権の個人総合決勝で銅メダルを獲得、更に種目別の段違い平行棒でも銀メダルを獲得した。日本女子選手による世界選手権での複数メダル獲得は、1966年の池田敬子以来43年ぶりの快挙となった。高難度化の進んだ今日の体操競技においては、事実上"初"と言える壮挙だったといえる。
2010年（平成22年）、全日本選手権で個人総合5連覇、NHK杯で連覇を果たし、3大会連続の世界選手権代表に選出された。ロッテルダムで行われた本大会では団体総合5位入賞に貢献したが個人総合では21位と振るわず、前年に続いてのメダル獲得はならなかった。同年11月に中国・広州で行われた広州アジア大会では団体総合で銀メダル、女子種目別の段違い平行棒では銅メダルを獲得した。ところが帰国直後の同年12月の全日本団体・種目別は怪我の影響で欠場したため、鶴見の所属する朝日生命体操クラブは大会4連覇を逃した。
2011年（平成23年）、鶴見は高校を卒業した後、同年の全日本選手権で史上初の個人総合6連覇を達成した。さらに同年6月のNHK杯で3連覇を達成し、世界選手権代表候補に選出される。同年7月のジャパンカップでは日本人女子選手として初めての個人総合優勝を果たした。世界選手権では団体でのロンドンオリンピック出場権獲得に貢献した。
11月3日、鶴見は所属していた朝日生命を退部し、「鶴見体操クラブ」を新設し所属したと発表した（10月31日付で千葉県体操協会に登録）。
2012年（平成24年）4月、日本体育大学に入学したが、全日本選手権個人総合では体調不良の結果、7位に終わ大会7連覇を逃した。NHK杯は、4位入賞にて、2大会連続のオリンピック代表に選出された。オリンピックでは前回に続いての団体総合の決勝進出を果たしたが、前回より順位を下げ、8位入賞に終わった。個人総合の出場は逃したものの種目別の段違い平行棒では7位入賞を果たした。
しかし2014年（平成26年）に左足アキレス腱断裂、2015年（平成27年）にはNHK杯で右足アキレス腱断裂と度重なる怪我に泣かされ、同年11月28日開幕の全日本団体選手権を最後に現役を引退することを発表した。。全日本団体選手権では段違い平行棒のみ出場し決勝では落下のミスが響き、悔し涙を見せたが鶴見の日本体育大学は男女アベック優勝を果たした。
2017年（平成29年）2月、レオタードブランド・オリンストーンのコラボモデルとして、引退後初のレオタード姿を披露。

## 特徴
鶴見は高難度化した今日の体操競技においては、日本女子ではじめて世界レベルの選手として成長した。中国出身のコーチからも指導を受け、基本的な技術を重視している。
また、床のフィニッシュはうつぶせの状態で片足だけ頭の方まで倒した独特の姿勢で終わることが多く、段違い平行棒を得意種目としていた。
鶴見はこの演技で右足も左足もアキレス腱を切ったこともある。

## 主な戦歴
- 2006-2011年、全日本選手権　女子個人総合優勝（6連覇）
- 2007年、全日本選手権　種目別段違い平行棒優勝、ゆか優勝
- 2008年、全日本選手権　種目別段違い平行棒3位
- 2008年-2009年、全日本選手権　種目別平均台優勝（2連覇）
- 2008年、北京オリンピック　団体総合5位、種目別平均台8位、個人総合17位
- 2009年、世界選手権（ロンドン）　個人総合3位、段違い平行棒2位
- 2009年、全日本選手権　種目別段違い平行棒優勝、ゆか2位
- 2010年、世界選手権（ロッテルダム）　団体総合5位
- 2011年、ジャパンカップ　女子個人総合優勝（日本人女子初）
- 2012年、ロンドンオリンピック　団体総合8位、段違い平行棒7位